# Abdallah Victor Farhat
Abdallah Victor Farhat (arab. ‏عبد الله فرحات‎; ur. 4 października 1964 w Hammanie) – libański prawnik i polityk, katolik-maronita. Ukończył prawo na Uniwersytecie Świętego Józefa w Bejrucie. W 2000 i 2005 r. został wybrany deputowanym libańskiego parlamentu. W latach 2003–2004 był ministrem ds. uchodźców w piątym gabinecie Rafika Haririego. Podał się do dymisji we wrześniu 2004 r. w proteście przeciwko niekonstytucyjnemu przedłużeniu kadencji prezydenta Emila Lahouda.